# Labidiaster annulatus
Labidiaster annulatus is een zeester uit de familie Heliasteridae.
De wetenschappelijke naam van de soort werd in 1889 gepubliceerd door Percy Sladen.